# Izetta, Die Letzte Hexe
Izetta, die letzte Hexe (japanisch 終末のイゼッタ, Shūmatsu no Izetta) ist eine japanische Anime-Serie des Studios Ajia-dō, die 2016 in Japan und zugleich auch international erschien, unter anderem mit deutschen Untertiteln. Die Fantasy-Geschichte erzählt von einer verfremdeten Version des Zweiten Weltkriegs und dem Abwehrkampf eines kleinen, angegriffenen Landes, bei dem eine Hexe zu Hilfe kommt.

## Handlung
1939 begann das Kaiserreich Germania (Deutsches Reich) mit seinem Angriff auf das Nachbarland Livonia (Polen), was wiederum zur Kriegserklärung des Königreichs Britannia (Großbritannien) und des Freistaats Thermidor (Frankreich) führt, wobei letzteres unerwarteterweise in einem Blitzkrieg schnell unterworfen wird. Prinzessin Ortfine „Fine“ Fredericka von Eylstadt, Thronerbin des kleinen Alpenfürstentums Eylstadt (Liechtenstein-Vorarlberg-Tirol), ist auf diplomatischer Mission im neutralen Westria (Schweiz) unterwegs. Während sie sich im Zug vor den Häschern Germanias verstecken muss, findet sie eine seltsame Kapsel, die sie teilweise öffnet, bevor sie und ihre Begleiter aus dem Zug springen. Ziel ihrer Mission ist ein Treffen mit dem Außenminister Britannias, um ihre Zustimmung zu einer politischen Hochzeit zwischen ihr und Kronprinz Henry von Britannia zu geben, welches zu einem Bündnis beider Staaten führen und Eylstadt besseren Schutz vor der Aggression Germanias bringen würde. Der Außenminister erzählt ihr von der Hinfälligkeit dieses Angebots, da Germania soeben mit der Invasion Eylstadts begonnen habe, und kurz darauf wird sie von Soldaten Germanias festgenommen. An Bord des Flugzeugs nach Neu-Berlin ist auch jene Kapsel, die sich öffnet und aus der die letzte Hexe Izetta entsteigt, Fine rettet und mit ihr flieht. Beide trafen sich einst in ihrer Kindheit, wobei Fine Izettas Leben rettete, und aus Dankbarkeit bietet sie ihr an Fine zu helfen Eylstadt vor Germania zu retten.

## Veröffentlichung
Angekündigt wurde die Originalproduktion des Studios Ajia-dō im Juni 2016. Regie führt Masaya Fujimori, während für das Drehbuch Hiroyuki Yoshino verantwortlich ist. Die Animationsleitung und das Charakterdesign, basierend auf Entwürfen des Illustrators Bunbun (abec), stammen von Yū Yamashita. Takashi Izumi and Yūsuke Tsuge vom japanischen Militaria-Magazin Panzer wurden als „militärische Regisseure“ verpflichtet. Teil des Produktionskomitees ist der belarussische Spieleentwickler Wargaming.net. Die künstlerische Leitung lag bei Ayumi Satō, für die Kameraführung war Teppei Satō verantwortlich und die Tonregie lag bei Yukio Nagasaki.
Die zwölf Folgen, die wie die Serie selbst deutsche und japanische Titel besitzen, wurden vom 1. Oktober bis 17. Dezember 2016 auf AT-X ausgestrahlt, sowie mit bis zu einer Woche Versatz auch auf Tokyo MX, Sun Television und BS11. Crunchyroll lizenzierte die Serie weltweit, ausgenommen Asien, als Simulcast-Stream parallel zur japanischen Ausstrahlung mit deutschen, englischen, französischen, italienischen, portugiesischen, spanischen und arabischen Untertiteln als Izetta, Die Letzte Hexe beziehungsweise Izetta: The Last Witch, sowie zusätzlich Funimation für eine englische Simulcast-Synchronfassung. Am 1. Dezember 2022 erschien bei Crunchyroll auch eine deutsche Synchronfassung.

### Synchronisation
| Rolle              | japanischer Sprecher (Seiyū) | deutscher Sprecher   |
| ------------------ | ---------------------------- | -------------------- |
| Izetta             | Himika Akaneya               | Eleni Möller         |
| Fine               | Saori Hayami                 | Lea Kalbhenn         |
| Bianca             | Aya Uchida                   | Carolin Sophie Göbel |
| Lotte              | Nao Tōyama                   | Laura Jenni          |
| Elvira Friedmann   | Kana Hanazawa                | Diana Gantner        |
| Arnold Bergmann    | Jun’ichi Suwabe              | Andreas Borcherding  |
| Rickert Bisterfelt | Natsuki Hanae                | Manuel Scheuernstuhl |

### Musik
Die Musik zur Serie stammt von Michiru. Der Vorspanntitel cross the line wurde getextet von Mēco Yamamoto, komponiert von Ikuo und gesungen von Akino with bless4 und der Abspanntitel Hikari Aru Basho e (光ある場所へ) getextet von Yūho Iwasato, komponiert von Kazao Fujisawa, und gesungen von May’n. In Folge 1 wurde zudem eine Arie aus Wolfgang Amadeus Mozarts Oper Die Zauberflöte von Chika Higashinaka gesungen.